# Pele (godin)

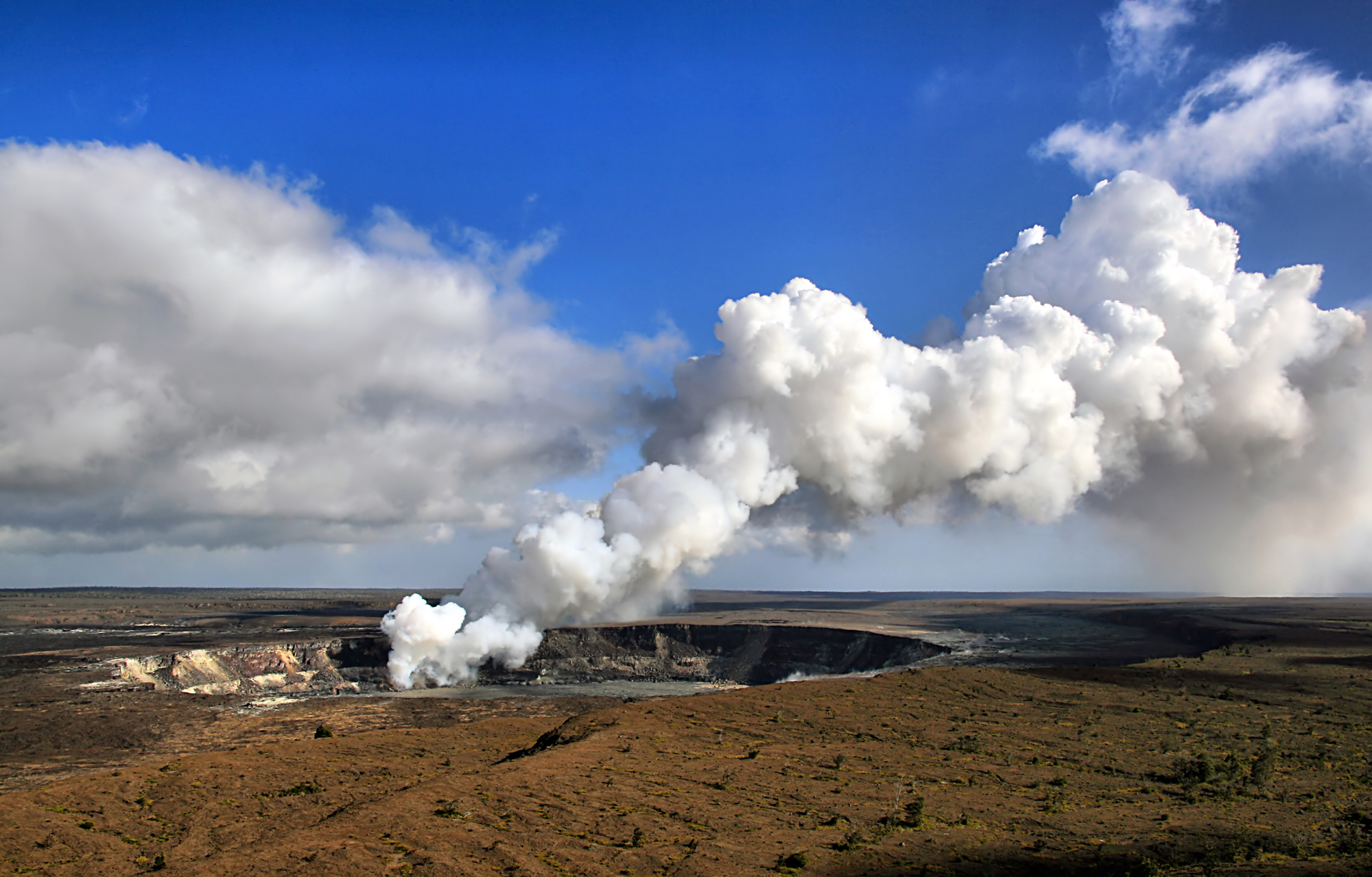
Volgens de legende leeft Pele op de vulkaan Kīlauea.

Pele is in de Hawaïaanse mythologie de Godin van het vulkanisme, vuur, bliksem, dans en geweld.
Volgens de legenden leeft zij op de vulkaan Kīlauea.

## Trivia
- Op de Cookeilanden werd een god aanbeden die sterk overeenkomt met Pele. Deze werd Pere genoemd.
- Verschijnselen als Peleharen, Peletranen en Pelezeewier, die ontstaan na een vulkaanuitbarsting zijn naar haar genoemd.
- Ook de vulkaan Pele op de maan Io (Jupiter) is naar de Godin vernoemd.